# Adolf Busch

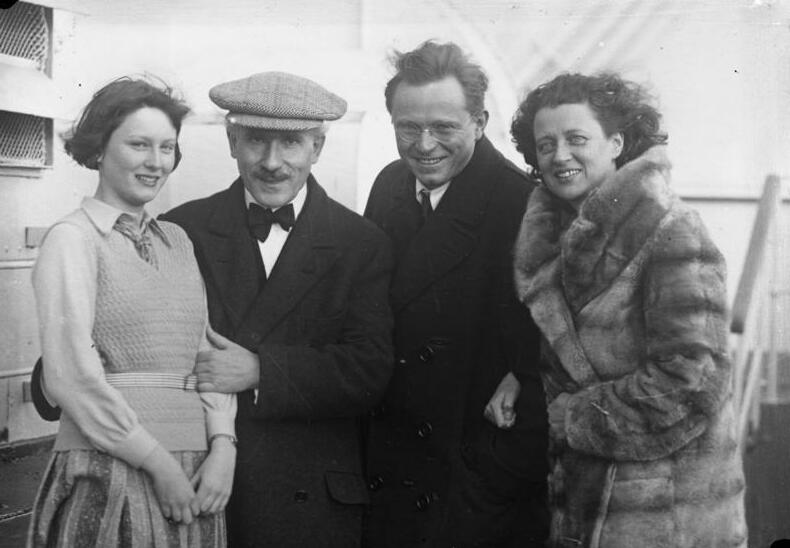
Adolf Busch (2. von rechts) mit Ehefrau Frieda (rechts), Tochter Irene und Arturo Toscanini, 1931.

Adolf Busch (* 8. August 1891 in Siegen; † 9. Juni 1952 in Guilford, Vermont, USA) war ein deutscher, ab 1935 Schweizer Geiger und Komponist.

## Leben
Der Sohn des Instrumentenbauers Wilhelm Busch studierte in Köln bei Willy Heß und bei Bram Eldering Violine, Kompositionsunterricht erhielt er bei Fritz Steinbach. Neben dieser Ausbildung am Kölner Konservatorium erhielt er seit 1908 noch Kompositionsunterricht vom Bonner Musikdirektor Hugo Grüters, dessen Tochter Frieda er später heiratete. 1912 wurde er Konzertmeister in Wien und erhielt 1918 eine Professur an der Musikhochschule in Berlin. Dort gründete er das weltberühmte Busch-Quartett. Duo-Partner war unter anderen Rudolf Serkin. Er war Solist unter den großen Dirigenten wie Arturo Toscanini, Bruno Walter, Wilhelm Furtwängler, Adrian Boult und John Barbirolli.
Aus Protest gegen die Berufung des Komponisten Franz Schreker als Leiter der Musikhochschule war er 1920 demissioniert und 1922 erst nach Darmstadt, 1927 nach Basel gezogen, wo er unter anderem auch Lehrer von Yehudi Menuhin war. Bis 1939 arbeitete er in Basel, wo er sein eigenes Kammerorchester gründete. In England gründete er 1936 die Busch Players. Busch war ein Gegner der Nationalsozialisten, und als diese versuchten, ihn zurückzugewinnen, meinte er, dass er „mit Freuden an dem Tag zurückkehren“ werde, da „Hitler, Goebbels und Göring öffentlich gehängt“ würden. Von 1933 bis 1949 trat er nicht mehr in Deutschland auf. Er gehörte zu den 18 Künstlern, die in der im Juni 1939 erstellten geheimen Materialsammlung des Reichssicherheitshauptamts Erfassung führender Männer der Systemzeit aufgeführt sind.
1939 emigrierte er in die USA, wo er sich bald bei Rudolf Serkin, der 1935 seine Tochter Irene geheiratet hatte, in Guilford bei Brattleboro in Vermont niederließ. Schon bald bildeten sie zusammen mit seinem Bruder Hermann Busch das „Busch-Serkin-Trio“. Er entfaltete dort eine reiche künstlerische und pädagogische Tätigkeit. Ebenfalls mit Serkin gründete er 1951 in Marlboro, Vermont, das Marlboro Music Festival, das dort bis heute jährlich stattfindet.
Er starb 1952 in Guilford, Vermont.
Obwohl vorrangig als Interpret berühmt, war Busch auch ein produktiver Komponist spätromantischer Prägung, der stilistisch Johannes Brahms, Max Reger und Othmar Schoeck nahestand. Den Kern seines Schaffens bilden Kammermusikwerke, dazu treten Orchesterwerke, Chorsinfonik, Klavier- und Orgelstücke sowie Lieder.
Busch erhielt zahlreiche Ehrungen, darunter 1921 die Ehrenmitgliedschaft des Bonner Beethoven-Hauses.

## Familie
Adolf Busch war der Bruder des Dirigenten Fritz Busch, des Cellisten Hermann Busch, des Schauspielers Willi Busch sowie des Pianisten Heinrich Busch. Auch seine beiden Schwestern waren künstlerisch aktiv: Elisabeth Busch war Schauspielerin, und Magdalene Busch absolvierte bis zu ihrem frühen Tod eine Ausbildung als Ballett-Tänzerin.

## Werke (Auswahl)

### Orchesterwerke
- Violinkonzert a-Moll op. 20
- Klavierkonzert C-Dur op. 31. UA 19. Dezember 1924: Sächsische Staatskapelle Dresden, Dir: Fritz Busch, Solist: Rudolf Serkin
- Sinfonie in e-Moll op. 38, Fritz Busch gewidmet. UA 25. November 1927: New York Symphony Orchestra, Dir.: Fritz Busch

### Kammermusik
- Serenade für Streichquartett op. 14
- Klaviertrio a-Moll op. 15
- Suite a-Moll für Viola solo op. 16a
- Kleine Suite in a-Moll für Violoncello solo op. 16b
- Hausmusik Duett Nr. 1 für Violine und Klarinette op. 26a
- Hausmusik Duett Nr. 2 für Violine und Klarinette op. 26b
- Hausmusik Deutsche Tänze für Violine, Klarinette und Violoncello op. 26c
- Streichquartett in einem Satze op. 29
- Quintett für Saxophon und Streichquartett Es-Dur op. 34
- Klavierquintett op. 35
- 5 Präludien und Fugen für Streichquartett op. 36
- Streichsextett G-Dur op. 40
- Klaviertrio c-Moll op. 48
- Klarinettensonate A-Dur op. 54
- Violinsonate Nr. 2 op. 56
- Streichquartett a-Moll op. 57
- Klavierquartett h-Moll op. 59
- Streichquartett h-Moll

### Orgelwerke
- Bach-Fantasie Fuge op. 19
- Passacaglia und Fuge op. 27
- 8 Choralvorspiele op. 60a
- Toccata und Fuge op. 67

### Lieder
- 3 Lieder für Sopran, Viola bzw. Violine bzw. Violoncello und Klavier op. 3
- Lieder für Sopran und Klavier op. 11
- Lieder für Sopran und Klavier op. 12